# Xã Fannett, Quận Franklin, Pennsylvania
Xã Fannett (tiếng Anh: Fannett Township) là một xã thuộc quận Franklin, tiểu bang Pennsylvania, Hoa Kỳ. Năm 2010, dân số của xã này là 2.548 người.